# لوسيا باميلا
لوسيا باميلا (بالإنجليزية: Lucia Pamela)‏ هي موزعة أمريكية، ولدت في 1 مايو 1904 في سانت لويس في الولايات المتحدة، وتوفيت في 25 يوليو 2002 في لوس أنجلوس في الولايات المتحدة.

## وصلات خارجية
- لوسيا باميلا على موقع ميوزك برينز (الإنجليزية)